# 沢口愛華
沢口 愛華（さわぐち あいか、2003年〈平成15年〉2月24日 - ）は、日本のグラビアアイドル、タレント、女優。愛知県名古屋市出身。名古屋のご当地アイドルユニット・delaの元メンバー（5期生）。名古屋美少女ファクトリー、インセントを経て、ホリプロ所属。

## 略歴

### delaの5期生として、ミスマガジン2018グランプリとして
2017年8月27日、松坂屋名古屋店本館北側の特設ステージ「さくらパンダ広場」にて行われた『SAKAE GO ROUND 美少女コンテスト』でグランプリを受賞し、小さい頃から女優になることが夢であったことからdelaのオーディションを受け、その5期生の追加メンバーとなる。同年12月29日、名古屋のDIAMOND HALLにて催されたライブ「dela 13th LIVE “dela gracias”」に、同期で加入した元SKE48研究生の川崎成美と同じく単独で初出演する。
2018年5月、delaの先輩に誘われて「居場所ができるのならば」との軽い気持ちで講談社の『ミスマガジン2018』に応募し、自身はセミファイナルに選出される。同年7月17日、応募総数2893人からミスマガジン2018グランプリに選出され、21世紀生まれ初のミスマガジングランプリ受賞者となった。これ以降はグラビアアイドルとしても着目され、同社の漫画雑誌『月刊ヤングマガジン』や『週刊少年マガジン』などのほか、写真週刊誌『FRIDAY』や集英社の男性向け週刊誌『週刊プレイボーイ』などでも、表紙やグラビアページを数多く飾るようになる。
2018年11月7日 - 11日、新宿シアターブラッツにて開催された舞台『ソウナンですか？演劇版』で、『ミスマガジン2018』の受賞者やファイナリストによる「劇団ミスマガジン」の一員として、初主演を務める。
2019年3月27日、講談社から自身初の写真集『でらあいか』が発売され、オリコン週間ランキングで第5位を記録する。同年8月2日、DDTプロレスリングが管理するアイアンマンヘビーメタル級王座を獲得し、第1386代王者となる。
2020年9月27日、ユニットでの活動が困難になったため、delaを卒業する。同年10月28日、講談社から2冊目の写真集『背伸び』が発売され、Amazonタレント本売れ筋ランキングで第1位を記録する。

### フリーランスを経てインセントに所属、20歳を迎えて映画に初主演
2021年3月4日、「第7回カバーガール大賞」で大賞および10代部門、コミック誌部門、グラビア部門の4冠を受賞する。同年3月31日、同日付で名古屋美少女ファクトリーを退所し、4月からはフリーランスで芸能生活を継続することを、自身のTwitterにて報告する。6月28日、インセントに所属することを、自身のTwitterにて報告する。8月30日、公式ファンクラブチャンネル「沢口愛華のオフタイム」をニコニコ動画に開設し、初回生配信を実施する。9月24日、後楽園ホールにて開催された格闘技イベント「Krush.129」に参加し、朝久泰央らと共に初のゲスト解説を務める。11月14日、星野書店にて開催された初のDVD付きフォトブック『またたき。』 (KADOKAWA) の発売記念イベントに登壇したほか、父と2人で食事するなど4か月ぶりの帰名に安堵する。12月13日、集英社のデジタル写真集を対象とした賞レース『グラジャパ！アワード2021』で最優秀週プレプラス賞を受賞する。
2022年6月17日、同年7月3日より放送開始予定のテレビドラマ『彼女、お借りします』（ABCテレビ・テレビ朝日）に桜沢墨役で出演することが発表される。初の連ドラレギュラーでもあることから、発表時のインタビューでは原作の魅力を語ったり撮影への意気込みを見せたりしたが、撮影完了後のインタビューでは（出演決定の）話を聞いた当初はドッキリかと驚いたとの旨、衣装合わせの段階で実感がわいたとの旨、人前での芝居から数年離れていたためもあって不安しかなかったとの旨を明かす。なお、役作りでは人生で初めて頭髪を染めたことやメイクを濃く入れたことが、女優として凄く嬉しかったという。
2022年10月18日、『ミスマガジン2022 グランプリ発表イベント』に出席し、後輩たちにグラビア撮影に際してのケータリングへの注意を呼びかける。同年11月4日、ピーチ・ジョンのランジェリーモデルに起用され、同社の特設サイトにてランジェリー姿を披露する。
2023年2月17日、KADOKAWAのニュースサイト「WEBザテレビジョン」によるインタビューに対し、まもなく20歳を迎える心境や今後の目標などを語る。同年2月26日、講談社から同時発売された写真集2冊（『GURAVURE A to Z』、『Tokyo trip』）の発売記念イベントに登壇し、大人になりつつある18歳から19歳当時にかけて撮影されたそれらの仕上がりに（誕生日にちなみ）224点を付けたいとの旨を明かす。また、2月24日に20歳を迎えてからは人の目を見て挨拶するようになったことや、20歳の誕生日は皮膚科へ行ってから（インセントの）事務所にてマネージャーに祝ってもらったことを明かしたほか、ネガティブになることが多かった10代と違って臆病にならないようにしていきたいとの抱負を語る。
2023年6月7日、初主演映画『札束と温泉』の完成披露舞台挨拶に登壇し、大分県別府市にて行われた同映画の撮影の思い出などを明かす。同年6月19日、『週刊プレイボーイ』27号の表紙と巻頭グラビアを飾ったほか、同誌によるインタビューに対し、「30歳まではグラビア界を引っ張っていく存在でありたい」との旨を明かす。7月22日、東京産業新聞社のニュースサイト「ガジェット通信」による同映画についてのインタビューに対し、「20歳になり、新しいことへの挑戦は怖くなくなったほか、急に結婚願望が出てきた」との旨も明かす。また、ナゴヤ球場にて開催されたプロ野球の中日ドラゴンズ対広島東洋カープ戦の天空ステージや始球式に登場する。

### ホリプロへ移籍、地上波連続ドラマでの初主演
2023年9月30日、インセントを退所してホリプロへ移籍したことを、自身のInstagramにて発表する。
2023年11月13日、『週刊ヤングマガジン』同年50号の表紙と巻頭グラビアをさまざまなビキニ姿で飾り、同誌では1年ぶりであることや沢口の名前にちなんで「“愛”され続けるグラビア女王」と称される。同年11月30日、漫画雑誌『週刊少年チャンピオン』同年53号（秋田書店）の表紙と巻頭グラビアをさまざまな水着姿で飾り、通算12回目の登場を計12ページに渡って果たしたほか、同誌では20歳になってから初めてのグラビアでもあることから「今回が過去最高に大人」との旨をアピールする。
2023年12月5日、写真週刊誌『FLASH』同年12月19日号（光文社）の表紙と巻頭グラビアを10ページに渡って飾り、同誌では1年4か月ぶりの誌面を初めてのカメラマンを相手にビキニ姿やタンクトップ姿、ランジェリー姿やキャミソール姿も交えて大胆に彩ると共に、仕事の幅を広げてもっと本格的に芝居をやってみたいとの意欲を見せる。同年12月9日、2024年カレンダーの発売記念イベントに登壇し、連続5作目にして所属事務所の移籍後初の撮影作品でもある同カレンダーについての心境を語ると共に、自宅も所属事務所も引っ越したことにちなんで今年1年を漢字1字で「越」と表現する。
2023年12月15日、テレビ情報誌『B.L.T.』（東京ニュース通信社）の増刊『blt graph.』97号の表紙と巻頭グラビアを飾ったほか、約5千字におよぶロングインタビューが掲載される。同年12月18日、『月刊ヤングマガジン』2024年1号の表紙と巻頭グラビアを飾り、「貫録のグラビア女王」と称される。12月22日、『FLASHスペシャル グラビアBEST』2024年新年号（光文社）の表紙と巻頭グラビアを20ページに渡って飾り、付録の両面ポスターも含めて「都会的な大人」をイメージしたビキニ姿やランジェリー姿を披露する。
2024年2月16日、ビジネス雑誌『DIME』同年4月号（小学館）の特集「ビジネスパーソンが読むべきマンガ大賞」に参加し、好きな漫画についてをインタビューに答えたほか、実はインセントを退所する時点で芸能界から引退して普通に働こうと思っており、それをホリプロが惜しんで声をかけてくれていたとの旨を明かす。同年3月6日、『週刊少年マガジン』同年14号の表紙と巻頭グラビアを飾り、「パーフェクト“愛”されボディ」「21歳になったばかり。オトナの色気が止まらない！」と称される。4月3日、『B.L.T.』の水着グラビアムック『BLT MONSTER』創刊号（東京ニュース通信社）の各種表紙と巻頭グラビアを24ページに渡って飾る。4月9日、8月より放送開始予定のテレビドラマ『サバエとヤッたら終わる』 (TOKYO MX) にて、地上波連続ドラマ初主演にして濱田龍臣とのダブル主演を務めることが報じられる。
2024年4月15日、『週刊ヤングマガジン』同年20号の表紙と巻頭グラビアをグアムにて撮影した水着姿やランジェリー姿などで飾り、そのオフショットを自身のX（旧：Twitter）にて公開する。同年4月20日、同号のアザーカットを「ヤンマガWeb」にて公開する。4月22日、同誌同年21・22合併号の表紙と巻頭グラビアおよび同誌の増刊『ヤングマガジン増刊 カケヒキ』の表紙・巻頭・巻末グラビアを本郷柚巴と身体を寄せ合ったビキニ姿やドレス姿などで飾り、大人気のグラビアアイドル同士での共演を「W（ダブル）女神」などと称される。同年4月23日、アイドルグラビア雑誌『BOMB』同年6月号の別冊『BOMB Love Special 2024 #1』（ワン・パブリッシング）の表紙と巻頭グラビアをさまざまなビキニ姿で飾る。
2024年5月20日、『月刊ヤングマガジン』同年6号の表紙と巻頭グラビアをグアムにて撮影した水着姿やランジェリー姿で飾り、（「グラビア女王」や「グラビアクイーン」などと称されるグラビアアイドルが沢口だけではないことから）「真の女王」や「クイーン・オブ・クイーンズ」などと称される。
2024年7月4日、『サバエとヤッたら終わる』のヒット祈願取材に浴衣姿で応じ、役への思いや自身の恋愛観、中日ドラゴンズへの愛を明かす。同年7月14日、池袋HUMAXシネマズにて開催された同作品の先行上映会に濱田のほか、監督のUBUNA、主題歌のオーイシマサヨシや有馬元気、共演の福室莉音と共に登壇し、自身は演技への自画自賛を交えて胸を張った。7月29日、『週刊ヤングマガジン』同年35号の表紙と巻頭グラビアを（同作品の収録当時の）ボブカットや変形ビキニ姿などで飾り、後者の大胆さからも「勢いが止まらない令和のグラビアクイーン」や「アツさ超爆発のサワグチ2.0」などと称される。
2024年8月26日、『週刊プレイボーイ』同年37号の表紙と巻中グラビアを16ページに渡って飾り、水着姿やランジェリー姿でバストを披露したほか、そのアザーカットを収録したデジタル写真集『新東京亜熱帯〜prologue〜』（集英社）が発売される。同年9月5日、『FRIDAY』同年9月20日号の表紙と巻頭グラビアを10ページに渡って飾り、ビキニ姿を披露したほか、そのアザーカットを収録したデジタル写真集『愛、咲き誇る』（講談社）が発売される。9月24日、『FLASH』同年10月8日号の表紙と巻頭グラビアを10ページに渡って飾り、表情・プロポーション・ポージングの抜群な仕上がりからも「本人に実感はないようだが、表現力が増したことは間違いない」と評される。
2024年10月19日（現地時間）、「WRC 世界ラリー選手権 2024」（国際自動車連盟）に現地レポーターとして出演した際、国際映像に映り込んでいたことが翌20日に報じられたが、普通に見ていただけでは絶対に気付けないレベルだったため、悲喜交々のコメントが寄せられる。
2024年11月20日、『B.L.T.』同年12月号まで全25回に渡り、「グラビアは一切掲載しない」との依頼に応じて執筆してきたエッセイを収録した書籍『沢口愛華フォトエッセイ 沢口生活』（講談社）が発売される。
2024年12月8日、2025年カレンダーの発売記念イベントに登壇し、お気に入りのカットに赤い水着姿を挙げたほか、芸歴7年で初めて1か月くらいグラビアをやらずゆっくりしていたら過去最高の体重を記録してしまったため、皆に見せられるような体型に戻してからまたグラビアをやりたいとの旨を明かした。
2025年4月7日、『週刊ヤングマガジン』同年19号の表紙と巻頭グラビアを宮古島にて撮影した水着姿で約8か月ぶりに飾る。同年4月19日、スーパーフォーミュラ公式アプリ『SFgo』のアンバサダーとして起用され、モビリティリゾートもてぎにて開催されたサタデーミーティングに日本レースプロモーション (JRP) の社長を務める上野禎久や会長を務める近藤真彦と共に登壇する。

## 人物
- 弟（1歳下であるが学年は2つ下[122][注 16]）が1人いる[2]。
- dela所属当時は、「愛知に咲いた愛の華」をキャッチフレーズとしていた[123]。また、dela内ではサーモンピンクを担当色としていた[21]。
- 特技はバスケットボール（小学校時代に名古屋市大会で優勝した）[15][124]、書道（毛筆三段）[124]。なお、高校時代はバレーボール部に所属してアタッカーを務めていたが、実際には体育館の外周の走り込みをきつく感じる幽霊部員のような感じで、コートに立っていない時間の方が長かったという[125][注 17]。
- 憧れの女優は高畑充希であり、いつか仕事場にて会うことを夢見ている[127][128][129]。
- 元SUPER☆GiRLSで女優の浅川梨奈は、『ミスマガジン2018』の発表会見で「高校生のグラビア枠が空いていたので、沢口さんはきっと賞をとると思った」と評価している[22][注 18]。
- グラビアアイドルの鈴原すずはホリプロにおける後輩であり、自身への憧れがデビューにつながった（詳細は鈴原の記事を参照）ことからも、鈴原の1st写真集『すずのゆめ』（小学館）の発売記念イベントにはサプライズの祝福メッセージを届け、歓喜されている[131]。
- 工藤由愛らJuice=Juiceのメンバーのことは、2022年に自身が患ったメンタルの不調をきっかけに、推しの対象として自信を取り戻すきっかけになったという[132]。
- 眼力をチャームポイントとしている[133]。
- 闊達（）でない滑舌と漢字が不得手なことに劣等感を抱いている[134]。

### 嗜好
- 食べ物は母が作るオムライスを好み、香辛料理を苦手とする[134]。上京後には名古屋の（それまで当たり前と思っていた独特の）食文化を知ったほか、女優業を通じて全国各地の食文化にも触れることで逆に自分の食体験の原点を振り返るようになり、「恩返しのためにも祖父母の農地を継ぎたい」「次世代のために農作物を育てたい」と思うようになったという[135]。
- 母と母方の祖母が料理が得意であることから、自身もオムライスや出汁巻き卵を作れるほど料理が好きであり、学生時代は管理栄養士を目指そうと思っていたという[136][137]。
- プロ野球は地元の中日ドラゴンズファンである（両親が沢口の誕生以前から大の中日ファンであり[注 19]、その流れで彼女もファンになっている）[139]。
- 漫画は『宇宙兄弟』（小山宙哉、講談社）を好む[140]。2024年1月23日にバラエティ番組『踊る!さんま御殿!!』（日本テレビ）にスタジオゲストとして出演した際には、お気に入りゆえに実写映画から入ってテレビアニメや原作も網羅しているとの旨を同じくスタジオゲストとして出演した小山に明かしたうえ、この時点では途中で終了しているテレビアニメの続編制作について問いかけている[140]。先述のホリプロから声をかけられた時点で迷ったところに背中を押してくれたのが、同作に登場するNASAの宇宙飛行士のエディ・ジェイの台詞「〝決定〞なんて何回したっていい」だったという[86]。また、『ハイキュー!!』（古舘春一、集英社）に登場する烏野高校男子バレー部マネージャーの清水潔子の台詞「スタートに必要なのはチョコっとの好奇心くらいだよ」も、自身の「辛いこともあったけど、もう少しグラビアの仕事を続けてみたい」との気持ちに嘘をつかず再スタートを切る後押しになったほか、この仕事を好きでい続けるための考え方は『ちはやふる』（末次由紀、講談社）で養ったという[141]。
- 初めて読んだ漫画には、小学4年当時のバスケ部にて流行していた『黒子のバスケ』（藤巻忠俊、集英社）を挙げており、応援歌に作中の称号「キセキの世代」を入れるほど皆で夢中になっていた[86][122]。また、弟が貸してくれた『GANTZ』（奥浩哉、同社）については、面白くて続きを読もうと弟の部屋に入り浸っていたという[86]。そのほか、上京に際して実家から単行本を持ってきた漫画には、『トリコ』（島袋光年、集英社）、『黒執事』（枢やな、スクウェア・エニックス）、『鋼の錬金術師』（荒川弘、同社）[注 20]、『聖☆おにいさん』（中村光、講談社）、『ヲタクに恋は難しい』（ふじた、一迅社）[注 21]などを挙げている[122]。
- 中学2年当時に『人間失格』を読んで以降、太宰治に傾倒している[142]。それまでは東野圭吾や有川浩の作品ばかり読んでいた[注 22]が、弟が先に太宰の作品に続いて三島由紀夫の作品を読んでいたこともあり、姉弟揃って文豪に詳しくなっていったという[142]。
- ゲームは『ウマ娘 プリティーダービー』 (Cygames) を好む[104]。『サバエとヤッたら終わる』で共演した濱田龍臣とは同作品好きが共通点であることから、撮影現場でも同作品の良さをよく話し合っていたという[104]。

### 逸話
- グラビアを始めた当時は駄々をこねることが多く、それを駄目だと教えてくれたほか、上京後もホームシックや趣味の話などで気にかけてくれたり、インセントへの所属についての相談に乗ってくれたりしたのは『ミスマガジン』のスタッフであるため、その後も頭が上がらないという[20]。
- 上記の経緯ゆえに高校時代には通学の機会が他人より少なく、友人も少なかったうえにアルバイトの経験もなかったため、芸能活動していなかったら高校時代にはレジ打ちをしてみたかったほか、好きな人のためにオシャレをしてみたかったという[125][143][注 23]。また、そういった理由からも現役の学生へのアドバイスとして、「やらぬ後悔よりやっちまった後悔」を挙げている[125][143]。
- 2024年9月時点で東京に友人はおらず、他のグラビアアイドルと飲んだことも無い[145]。会食の相手もグラビアの編集の人やメイクの人ら数人だけであり、いずれも父のような感じだという[145]。

## イメージキャラクター
- 学生衣料イナガキ - イナガキイメージモデル（初代、2023年10月まで）[146][147]
- ピクチャン - 「コンビニ証明写真」イメージガール[148][149]
- 「第1回全国高校eサッカー選手権大会 supported by PUMA」 - 応援マネージャー[150]
- 愛知県中川警察署 - 一日署長[151]
- 日本レースプロモーション - 『SFgo』アンバサダー[120][121]

## 出演

### テレビドラマ
- 彼女、お借りします（2022年7月3日 - 9月25日、ABCテレビ・テレビ朝日） - 桜沢墨 役[152]
- ギフテッド Season1 第4話（2023年9月2日、東海テレビ・フジテレビ） - 渡辺日奈子 役[153][154]
- 不適切にもほどがある! 第1話・第10話（2024年1月26日・3月29日、TBSテレビ） - 高杉舞 役[155][156][157]
- ブラックガールズトーク 第2話（2024年2月12日、テレビ東京） - サキぴょん 役[158]
- サバエとヤッたら終わる（2024年8月12日〈11日深夜〉 - 9月30日〈29日深夜〉、TOKYO MX） - 主演・鯖江レイカ 役（濱田龍臣とのダブル主演）[90][91]
- 月曜プレミア8 今野敏サスペンス 遠火 警視庁強行犯係 樋口顕（2024年11月25日、テレビ東京） - 梅沢加奈 役[159][160]

### テレビアニメ
- 八十亀ちゃんかんさつにっき 2さつめ（2020年1月26日、テレビ愛知） - ナレーション[161]

### バラエティ
- 世界!旅々さまぁ〜ずin韓国・釜山&大邱（2024年9月28日、テレビ愛知）[162][163]

### 映画
- グリーンバレット 最強殺し屋伝説国岡［合宿編］（2022年8月26日、ラビットハウス） - 浜辺姫奈 役（特別出演）[164]
- 札束と温泉（2023年6月30日、渋谷プロダクション） - 主演・高梨リサ 役[165]

### 舞台
- ソウナンですか？演劇版（2018年11月7日 - 11日、新宿シアターブラッツ） - 主演・鬼島ほまれ 役[27]

### ラジオ
- アッパレやってまーす! 水曜日（2021年10月13日 - 2024年4月17日、MBSラジオ）[166][167]
- ONE-J[注 24]（2023年11月5日[168][注 25] - 、TBSラジオ）
- 沢口愛華のわりと良い朝が来るように（2024年4月8日〈7日深夜〉 - 、AuDee）[178]

### ゲーム
- eBASEBALLプロ野球スピリッツ2021 グランドスラム - 甲子園モードでのマネージャー役[179]

### ウェブドラマ
- 東京彼女 5月号「パパ活女子篇」（2024年5月10日、Ella project） - 主演・絵梨花 役[180][181]

### イベント
- Krush.129（2021年9月24日、後楽園ホール） - ゲスト解説[44]
- 中日ドラゴンズ対広島東洋カープ戦（2023年7月22日、ナゴヤ球場） - 天空ステージ、始球式[65][66][注 26]
- WRC 世界ラリー選手権 2024（2024年10月17日 - 20日〈現地時間〉、ドイツ南部・チェコ西部・オーストリア北部） - 現地レポーター[114]

### コラム
- WEEKLY KAIUNSCOPE（2024年2月6日、ヒステリック・グラマー） - モデル[182]

## 書籍

### 写真集
- でらあいか（2019年3月27日、講談社、撮影：LUCKMAN） ISBN 978-4-06-515028-3[183] ※電子書籍版は特典カット付きで同日発売[184]。
- 背伸び（2020年10月28日、講談社、撮影：Takeo Dec.） ISBN 978-4-06-521813-6[185] ※電子書籍版は特典カット付きで同日発売[186]。

### デジタル写真集

#### 講談社
- ミスマガグランプリカルテット 沢口愛華 ヤンマガアザーっす！〈YM2022年21/22号未公開カット〉 ヤンマガデジタル写真集（2022年8月5日、撮影：藤本和典）[187]
- 沢口愛華 ヤンマガアザーっす！〈YM2022年31号未公開カット〉 ヤンマガデジタル写真集（2022年10月7日、撮影：前康輔）[188]
- 沢口愛華 ヤンマガアザーっす！〈YM2022年45号未公開カット〉 ヤンマガデジタル写真集（2023年1月6日、撮影：佐藤佑一）[189]
- 沢口愛華 ヤンマガアザーっす！〈YM2023年12号未公開カット〉 ヤンマガデジタル写真集（2023年5月5日、撮影：Takeo Dec.）[190]
- 沢口愛華 ヤンマガアザーっす！〈YM2023年31号未公開カット〉 ヤンマガデジタル写真集（2023年9月8日、撮影：熊谷貫）[191]
- 沢口愛華 Love in bloom ヤンマガデジタル写真集（2024年4月12日、撮影：カノウリョウマ）[192]
- 沢口愛華 愛、咲き誇る FRIDAYデジタル写真集（2024年9月5日、撮影：酒井貴生）[111]

#### 集英社
『新東京亜熱帯〜prologue〜』以外は、沢口へのロングインタビューを含むムービーをデジタル写真集に加えたデジタルコンテンツ「+Special」に分類される。
- 少女革命（2019年11月、撮影：YOROKOBI、ムービー撮影：江木俊彦）[194]
- OVER（2020年5月、撮影：YOROKOBI、ムービー撮影：谷澤篤、村田真梨恵）[195]
- スタートライン（2021年4月、撮影：YOROKOBI、ムービー撮影：谷澤篤、村田真梨恵）[48]
- Four Seasons（2022年2月、撮影：YOROKOBI、ムービー撮影：谷澤篤）[196]
- レコード&メモリーズ（2023年6月、撮影：HIROKAZU、ムービー撮影：谷澤篤）[197]
- 新東京亜熱帯〜prologue〜（2024年8月26日、撮影：桑島智輝）[198]

### フォトブック
- 沢口愛華 1st DVD&PHOTOBOOK またたき。（2021年10月4日、KADOKAWA、撮影：細居幸次郎）ISBN 978-4-04-897124-9[199][200]
- GRAVURE A to Z（2023年2月24日、講談社、撮影：佐藤佑一、HIROKAZU、岡本武志、カノウリョウマ）ISBN 978-4-06-530450-1[56][201]
- Tokyo trip（2023年2月24日、講談社、撮影：佐藤佑一） ISBN 978-4-06-530448-8[56][202]

### フォトエッセイ
- 沢口愛華フォトエッセイ 沢口生活（2024年11月20日、東京ニュース通信社[注 27]） ISBN 978-4-06-538144-1[115]

### カレンダー
- 沢口愛華 2020年カレンダー（2019年、わくわく製作所）[203]
- 沢口愛華 2021年カレンダー（2020年11月7日、わくわく製作所）[204]
- 沢口愛華 2022年カレンダー（2021年11月20日、わくわく製作所）[205]
- 沢口愛華カレンダーブック2022.4 - 2023.3（2022年2月21日、集英社）[206]
- 沢口愛華 2023年カレンダー（2022年11月5日、わくわく製作所）[207]
- 沢口愛華 2024年カレンダー（2023年12月2日、わくわく製作所）[80][81][208]
- 沢口愛華 2025年カレンダー（2024年11月30日、わくわく製作所）[118][209]